# Eiskunstlauf-Europameisterschaften 2020
Die 112. Eiskunstlauf-Europameisterschaften wurden vom 20. bis 26. Jänner 2020 nahe der österreichischen Stadt Graz ausgetragen. Im Juni 2017 vergab die Internationale Eislaufunion die EM an die steirische Hauptstadt. Die Wettkämpfe sollten zunächst im Eisstadion Graz-Liebenau ausgetragen werden. Da dieses aber wegen Terminschwierigkeiten nicht zur Verfügung stand, wurden die Wettkämpfe in der Steiermarkhalle mit 5000 Zuschauerplätzen im Schwarzl-Freizeitzentrum in Premstätten, südlich von Graz, abgehalten. Zuvor hatten die letzten Eiskunstlauf-Europameisterschaften in Österreich 2000 in Wien stattgefunden.

## Qualifikationskriterien
| Minimale Punktzahl der technischen Elemente | Minimale Punktzahl der technischen Elemente | Minimale Punktzahl der technischen Elemente |
| Disziplin                                   | Kurzprogramm / Kurztanz                     | Kür / Kürtanz                               |
| ------------------------------------------- | ------------------------------------------- | ------------------------------------------- |
| Herren                                      | 25                                          | 45                                          |
| Damen                                       | 20                                          | 36                                          |
| Paare                                       | 20                                          | 36                                          |
| Eistanz                                     | 19                                          | 29                                          |

Die Ergebnisse müssen bei einem von der ISU anerkannten internationalen Wettbewerb in der laufenden oder der vorherigen Saison erreicht worden sein. Die erforderlichen Punktzahlen für Kurzprogramm und Kür können bei unterschiedlichen Wettbewerben erreicht werden.

## Bilanz
Folgende Daten sind der Internationalen Skating-Union entnommen:

### Medaillenspiegel
| Platz | Land       | Gold | Silber | Bronze | Gesamt |
| ----- | ---------- | ---- | ------ | ------ | ------ |
| 1     | Russland   | 4    | 3      | 3      | 10     |
| 2     | Frankreich | 0    | 1      | 0      | 1      |
| 3     | Georgien   | 0    | 0      | 1      | 1      |

### Medaillengewinner
| Konkurrenz | Gold                                  | Silber                                  | Bronze                                |
| ---------- | ------------------------------------- | --------------------------------------- | ------------------------------------- |
| Herren     | Dmitri Alijew                         | Artur Danijeljan                        | Moris Qwitelaschwili                  |
| Damen      | Aljona Kostornaja                     | Anna Schtscherbakowa                    | Alexandra Trussowa                    |
| Paare      | Alexandra Boikowa / Dmitri Koslowski  | Jewgenija Tarassowa / Wladimir Morosow  | Darja Pawljutschenko / Denis Chodykin |
| Eistanz    | Wiktorija Sinizina / Nikita Kazalapow | Gabriella Papadakis / Guillaume Cizeron | Alexandra Stepanowa / Iwan Bukin      |

## Ergebnisse

### Herren
| Platz                          | Sportler             | Land                   | Punkte | KP | KP    | K  | K      |
| ------------------------------ | -------------------- | ---------------------- | ------ | -- | ----- | -- | ------ |
| 1                              | Dmitri Alijew        | Russland               | 272,89 | 2  | 88,45 | 1  | 184,44 |
| 2                              | Artur Danijeljan     | Russland               | 246,74 | 3  | 84,63 | 4  | 162,11 |
| 3                              | Moris Qwitelaschwili | Georgien               | 246,71 | 4  | 82,77 | 3  | 163,94 |
| 4                              | Daniel Grassl        | Italien                | 244,48 | 11 | 76,61 | 2  | 168,27 |
| 5                              | Matteo Rizzo         | Italien                | 237,01 | 7  | 79,07 | 5  | 157,94 |
| 6                              | Deniss Vasiļjevs     | Lettland               | 232,67 | 5  | 80,44 | 7  | 152,23 |
| 7                              | Michal Březina       | Tschechien             | 231,25 | 1  | 89,77 | 11 | 141,48 |
| 8                              | Paul Fentz           | Deutschland            | 230,01 | 6  | 80,41 | 9  | 149,60 |
| 9                              | Vladimir Litvintsev  | Aserbaidschan          | 221,09 | 17 | 70,04 | 8  | 151,05 |
| 10                             | Alexander Samarin    | Russland               | 220,43 | 13 | 74,77 | 10 | 145,66 |
| 11                             | Adam Siao Him Fa     | Frankreich             | 219,89 | 24 | 65,21 | 6  | 154,68 |
| 12                             | Alexei Bychenko      | Israel                 | 219,03 | 8  | 78,27 | 13 | 140,76 |
| 13                             | Gabriele Frangipani  | Italien                | 218,00 | 10 | 76,91 | 12 | 141,09 |
| 14                             | Irakli Maissuradse   | Georgien               | 214,47 | 15 | 74,13 | 14 | 140,34 |
| 15                             | Nikolaj Majorov      | Schweden               | 212,57 | 14 | 74,39 | 15 | 138,18 |
| 16                             | Aleksandr Selevko    | Estland                | 210,68 | 9  | 77,45 | 16 | 133,23 |
| 17                             | Mark Gorodnitsky     | Israel                 | 206,83 | 12 | 76,20 | 17 | 130,63 |
| 18                             | Slavik Hayrapetyan   | Armenien               | 194,61 | 20 | 66,89 | 18 | 127,72 |
| 19                             | Lukas Britschgi      | Schweiz                | 190,75 | 22 | 66,32 | 19 | 124,43 |
| 20                             | Matyáš Bělohradský   | Tschechien             | 190,54 | 18 | 67,69 | 20 | 122,85 |
| 21                             | Sondre Oddvoll Bøe   | Norwegen               | 189,25 | 19 | 67,35 | 21 | 121,90 |
| 22                             | Alexander Lebedev    | Belarus                | 188,00 | 21 | 66,43 | 22 | 121,57 |
| 23                             | Larry Loupolover     | Bulgarien              | 177,26 | 16 | 70,36 | 24 | 106,90 |
| 24                             | Burak Demirboğa      | Türkei                 | 173,31 | 23 | 66,12 | 23 | 107,19 |
| Nicht für die Kür qualifiziert |                      |                        |        |    |       |    |        |
| 25                             | Illya Solomin        | Schweden               | 64,91  | 25 | 64,91 | —  | —      |
| 26                             | Kévin Aymoz          | Frankreich             | 64,40  | 26 | 64,40 | —  | —      |
| 27                             | Peter James Hallam   | Vereinigtes Königreich | 64,71  | 27 | 64,71 | —  | —      |
| 28                             | Maurizio Zandron     | Österreich             | 62,45  | 28 | 62,45 | —  | —      |
| 29                             | Davide Lewton Brain  | Monaco                 | 61,35  | 29 | 61,35 | —  | —      |
| 30                             | Andrij Kokura        | Ukraine                | 58,65  | 30 | 58,65 | —  | —      |
| 31                             | Roman Galay          | Finnland               | 56,10  | 31 | 56,10 | —  | —      |
| 32                             | Michael Neuman       | Slowakei               | 53,08  | 32 | 53,08 | —  | —      |
| 33                             | Thomas Kennes        | Niederlande            | 52,56  | 33 | 52,56 | —  | —      |
| 34                             | Conor Stakelum       | Irland                 | 48,28  | 34 | 48,28 | —  | —      |
| 35                             | András Csernoch      | Ungarn                 | 47,30  | 35 | 47,30 | —  | —      |

### Damen
| Platz                          | Sportlerin            | Land                   | Punkte | KP | KP    | K  | K      |
| ------------------------------ | --------------------- | ---------------------- | ------ | -- | ----- | -- | ------ |
| 1                              | Aljona Kostornaja     | Russland               | 240,81 | 1  | 84,92 | 2  | 155,89 |
| 2                              | Anna Schtscherbakowa  | Russland               | 237,76 | 2  | 77,95 | 1  | 159,81 |
| 3                              | Alexandra Trussowa    | Russland               | 225,34 | 3  | 74,95 | 3  | 150,39 |
| 4                              | Alexia Paganini       | Schweiz                | 192,88 | 4  | 68,82 | 4  | 124,06 |
| 5                              | Emmi Peltonen         | Finnland               | 181,79 | 5  | 66,49 | 7  | 115,30 |
| 6                              | Ekaterina Ryabova     | Aserbaidschan          | 181,49 | 6  | 62,22 | 6  | 119,27 |
| 7                              | Eva-Lotta Kiibus      | Estland                | 181,24 | 11 | 59,70 | 5  | 121,54 |
| 8                              | Alessia Tornaghi      | Italien                | 172,17 | 7  | 61,27 | 11 | 110,90 |
| 9                              | Maé-Bérénice Méité    | Frankreich             | 172,08 | 8  | 60,64 | 10 | 111,44 |
| 10                             | Jekatierina Kurakowa  | Polen                  | 170,24 | 13 | 58,49 | 9  | 111,75 |
| 11                             | Maia Mazzara          | Frankreich             | 170,06 | 16 | 57,11 | 8  | 112,95 |
| 12                             | Linnea Ceder          | Finnland               | 166,16 | 15 | 58,01 | 12 | 108,15 |
| 13                             | Nicole Schott         | Deutschland            | 162,26 | 14 | 58,06 | 14 | 104,20 |
| 14                             | Viktoriia Safonova    | Belarus                | 159,91 | 20 | 53,33 | 13 | 106,58 |
| 15                             | Alina Uruschadse      | Georgien               | 154,81 | 12 | 59,56 | 18 | 95,25  |
| 16                             | Léa Serna             | Frankreich             | 154,73 | 10 | 59,90 | 19 | 94,83  |
| 17                             | Alexandra Fejgin      | Bulgarien              | 154,43 | 18 | 53,87 | 16 | 100,56 |
| 18                             | Anita Östlund         | Schweden               | 152,91 | 9  | 60,57 | 21 | 92,34  |
| 19                             | Yasmine Kimiko Yamada | Schweiz                | 152,62 | 24 | 51,77 | 15 | 100,85 |
| 20                             | Daša Grm              | Slowenien              | 150,90 | 17 | 56,07 | 20 | 94,83  |
| 21                             | Ivett Tóth            | Ungarn                 | 150,36 | 22 | 52,69 | 17 | 97,67  |
| 22                             | Eliška Březinová      | Tschechien             | 145,35 | 19 | 53,61 | 22 | 91,74  |
| 23                             | Natasha McKay         | Vereinigtes Königreich | 142,14 | 23 | 52,47 | 23 | 89,67  |
| 24                             | Olga Mikutina         | Österreich             | 130,15 | 21 | 53,19 | 24 | 76,96  |
| Nicht für die Kür qualifiziert |                       |                        |        |    |       |    |        |
| 25                             | Nelli Ioffe           | Israel                 | 51,70  | 25 | 51,70 | —  | —      |
| 26                             | Aleksandra Golovkina  | Litauen                | 50,88  | 26 | 50,88 | —  | —      |
| 27                             | Anastasia Galustyan   | Armenien               | 50,08  | 27 | 50,08 | —  | —      |
| 28                             | Valentina Matos       | Spanien                | 49,02  | 28 | 49,02 | —  | —      |
| 29                             | Ema Doboszová         | Slowakei               | 46,27  | 29 | 46,27 | —  | —      |
| 30                             | Angelīna Kučvaļska    | Lettland               | 45,09  | 30 | 45,09 | —  | —      |
| 31                             | Antonina Dubinina     | Serbien                | 43,62  | 31 | 43,62 | —  | —      |
| 32                             | Sinem Kuyucu          | Türkei                 | 43,16  | 32 | 43,16 | —  | —      |
| 33                             | Jenni Saarinen        | Finnland               | 42,61  | 33 | 42,61 | —  | —      |
| 34                             | Anastassija Hoschwa   | Ukraine                | 40,49  | 34 | 40,49 | —  | —      |
| 35                             | Niki Wories           | Niederlande            | 38,19  | 35 | 38,19 | —  | —      |
| 36                             | Klára Štěpánová       | Tschechien             | 37,83  | 36 | 37,83 | —  | —      |
| 37                             | Hana Cvijanović       | Kroatien               | 36,22  | 37 | 36,22 | —  | —      |

### Paare
| Platz                          | Sportler                                 | Land                   | Punkte | KP | KP    | K  | K      |
| ------------------------------ | ---------------------------------------- | ---------------------- | ------ | -- | ----- | -- | ------ |
| 1                              | Alexandra Boikowa / Dmitri Koslowski     | Russland               | 234,58 | 1  | 82,34 | 1  | 152,24 |
| 2                              | Jewgenija Tarassowa / Wladimir Morosow   | Russland               | 208,64 | 3  | 73,50 | 2  | 135,14 |
| 3                              | Daria Pavliuchenko / Denis Khodykin      | Russland               | 206,53 | 2  | 74,92 | 3  | 131,61 |
| 4                              | Nicole Della Monica / Matteo Guarise     | Italien                | 194,44 | 4  | 70,48 | 4  | 123,96 |
| 5                              | Minerva-Fabienne Hase / Nolan Seegert    | Deutschland            | 186,39 | 5  | 70,43 | 5  | 115,96 |
| 6                              | Miriam Ziegler / Severin Kiefer          | Österreich             | 177,41 | 6  | 67,90 | 6  | 109,51 |
| 7                              | Annika Hocke / Robert Kunkel             | Deutschland            | 166,10 | 7  | 58,43 | 7  | 107,67 |
| 8                              | Rebecca Ghilardi / Filippo Ambrosini     | Italien                | 156,74 | 8  | 56,85 | 10 | 99,89  |
| 9                              | Cléo Hamon / Denys Strekalin             | Frankreich             | 153,49 | 12 | 50,24 | 8  | 103,25 |
| 10                             | Ioulia Chtchetinina / Márk Magyar        | Ungarn                 | 151,50 | 10 | 51,03 | 9  | 100,47 |
| 11                             | Coline Keriven / Noël-Antoine Pierre     | Frankreich             | 150,10 | 9  | 51,47 | 11 | 98,63  |
| 12                             | Zoe Jones / Christopher Boyadji          | Vereinigtes Königreich | 147,94 | 11 | 50,96 | 12 | 96,98  |
| 13                             | Anna Vernikov / Evgeni Krasnopolski      | Israel                 | 145,35 | 13 | 49,34 | 13 | 96,01  |
| 14                             | Laura Barquero / Tòn Cónsul              | Spanien                | 135,68 | 15 | 46,79 | 14 | 88,89  |
| 15                             | Lana Petranović / Antonio Souza-Kordeiru | Kroatien               | 134,57 | 14 | 48,78 | 15 | 85,79  |
| 16                             | Daria Danilova / Michel Tsiba            | Niederlande            | 116,30 | 16 | 46,10 | 16 | 70,20  |
| Nicht für die Kür qualifiziert |                                          |                        |        |    |       |    |        |
| 17                             | Dorota Broda / Pedro Betegón Martín      | Spanien                | 45,54  | 17 | 45,54 | —  | —      |
| 18                             | Alexandra Herbríková / Nicolas Roulet    | Schweiz                | 42,16  | 18 | 42,16 | —  | —      |
| Disqualifiziert                |                                          |                        |        |    |       |    |        |
|                                | Sofija Nesterowa / Artem Darenskyj       | Ukraine                | —      | —  | —     | —  | —      |

### Eistanz
| Platz                              | Sportler                                   | Land                   | Punkte | KP | KP    | K  | K      |
| ---------------------------------- | ------------------------------------------ | ---------------------- | ------ | -- | ----- | -- | ------ |
| 1                                  | Wiktorija Sinizina / Nikita Kazalapow      | Russland               | 220,42 | 2  | 88,73 | 1  | 131,69 |
| 2                                  | Gabriella Papadakis / Guillaume Cizeron    | Frankreich             | 220,28 | 1  | 88,78 | 2  | 131,50 |
| 3                                  | Alexandra Stepanowa / Iwan Bukin           | Russland               | 211,29 | 4  | 83,65 | 3  | 127,64 |
| 4                                  | Charlène Guignard / Marco Fabbri           | Italien                | 205,58 | 3  | 84,66 | 4  | 120,92 |
| 5                                  | Lilah Fear / Lewis Gibson                  | Vereinigtes Königreich | 192,34 | 6  | 74,26 | 5  | 118,08 |
| 6                                  | Tiffany Zahorski / Jonathan Guerreiro      | Russland               | 188,03 | 5  | 75,10 | 6  | 112,93 |
| 7                                  | Sara Hurtado / Kirill Khaliavin            | Spanien                | 185,84 | 7  | 73,44 | 7  | 112,40 |
| 8                                  | Olivia Smart / Adrián Díaz                 | Spanien                | 183,12 | 9  | 72,19 | 8  | 110,93 |
| 9                                  | Natalia Kaliszek / Maksym Spodyriev        | Polen                  | 180,26 | 10 | 71,96 | 10 | 108,30 |
| 10                                 | Oleksandra Nasarowa / Maksym Nikitin       | Ukraine                | 179,94 | 11 | 71,54 | 9  | 108,40 |
| 11                                 | Allison Reed / Saulius Ambrulevičius       | Litauen                | 174,24 | 8  | 73,22 | 13 | 101,02 |
| 12                                 | Adelina Galyavieva / Louis Thauron         | Frankreich             | 172,15 | 13 | 66,85 | 12 | 105,30 |
| 13                                 | Katharina Müller / Tim Dieck               | Deutschland            | 167,44 | 18 | 61,42 | 11 | 106,02 |
| 14                                 | Maria Kasakowa / Georgi Rewia              | Georgien               | 167,22 | 12 | 67,49 | 14 | 99,73  |
| 15                                 | Evgeniia Lopareva / Geoffrey Brissaud      | Frankreich             | 165,22 | 15 | 65,68 | 15 | 99,54  |
| 16                                 | Jasmine Tessari / Francesco Fioretti       | Italien                | 163,61 | 14 | 66,79 | 16 | 96,82  |
| 17                                 | Tina Karapetjan / Simon Proulx-Sénécal     | Armenien               | 156,64 | 19 | 61,25 | 17 | 95,39  |
| 18                                 | Yuka Orihara / Juho Pirinen                | Finnland               | 156,08 | 16 | 64,49 | 19 | 91,59  |
| 19                                 | Natálie Taschlerová / Filip Taschler       | Tschechien             | 154,30 | 17 | 62,53 | 18 | 91,77  |
| 20                                 | Victoria Manni / Carlo Röthlisberger       | Schweiz                | 145,23 | 20 | 59,78 | 20 | 85,45  |
| Nicht für den Kürtanz qualifiziert |                                            |                        |        |    |       |    |        |
| 21                                 | Robynne Tweedale / Joseph Buckland         | Vereinigtes Königreich | 59,25  | 21 | 59,25 | —  | —      |
| 22                                 | Justyna Plutowska / Jérémie Flemin         | Polen                  | 58,49  | 22 | 58,49 | —  | —      |
| 23                                 | Emiliya Kalehanova / Uladzislau Palkhouski | Belarus                | 51,10  | 23 | 51,10 | —  | —      |
| 24                                 | Emily Monaghan / Ilias Fourati             | Ungarn                 | 50,22  | 24 | 50,22 | —  | —      |
| 25                                 | Mina Zdravkova / Christopher M. Davis      | Bulgarien              | 48,25  | 25 | 48,25 | —  | —      |
| 26                                 | Nicole Kelly / Berk Akalın                 | Türkei                 | 46,70  | 26 | 46,70 | —  | —      |
| 27                                 | Aurelija Ipolito / J.T. Michel             | Lettland               | 45,26  | 27 | 45,26 | —  | —      |

## Galerie

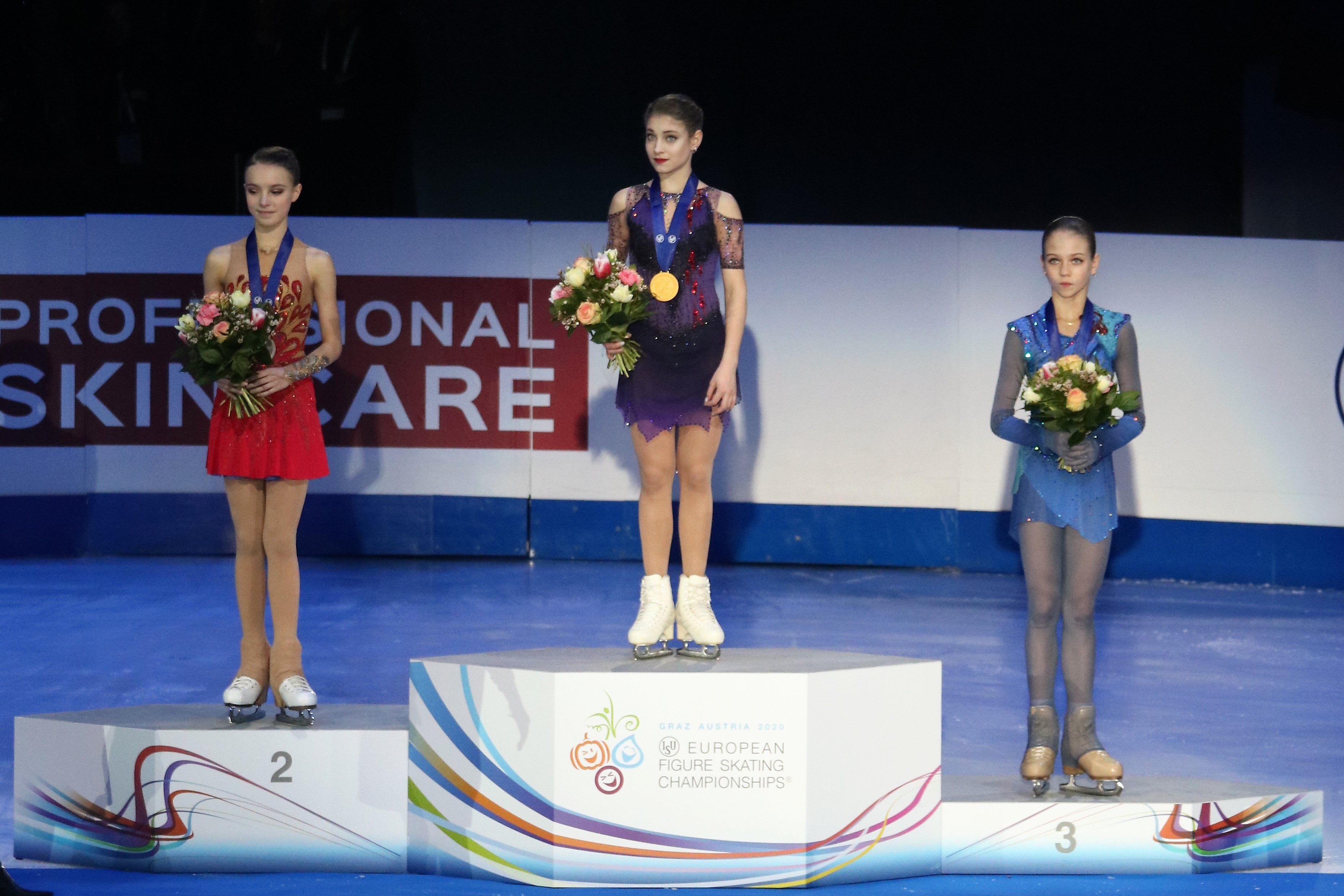
Siegerehrung der Damen
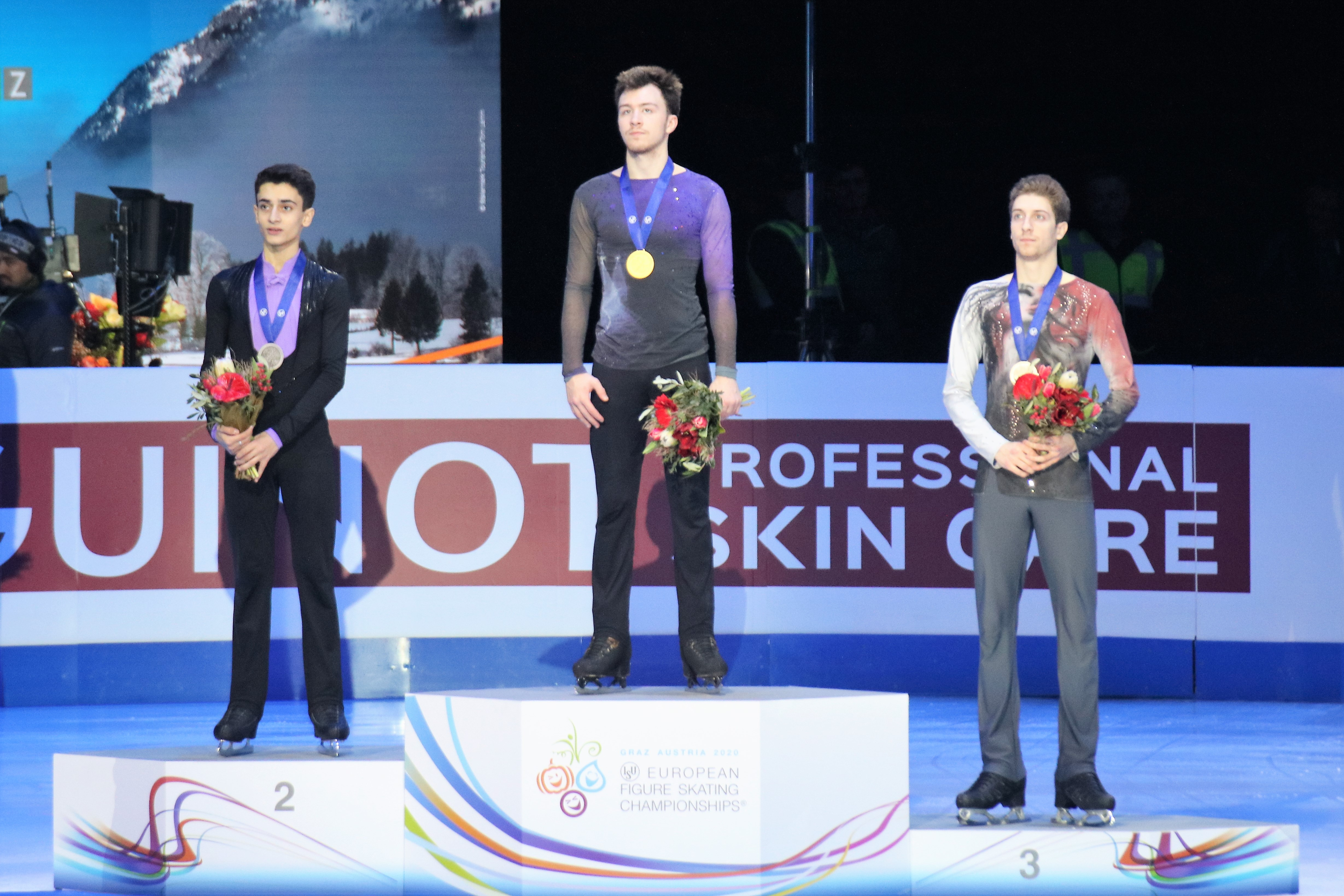
Siegerehrung der Herren
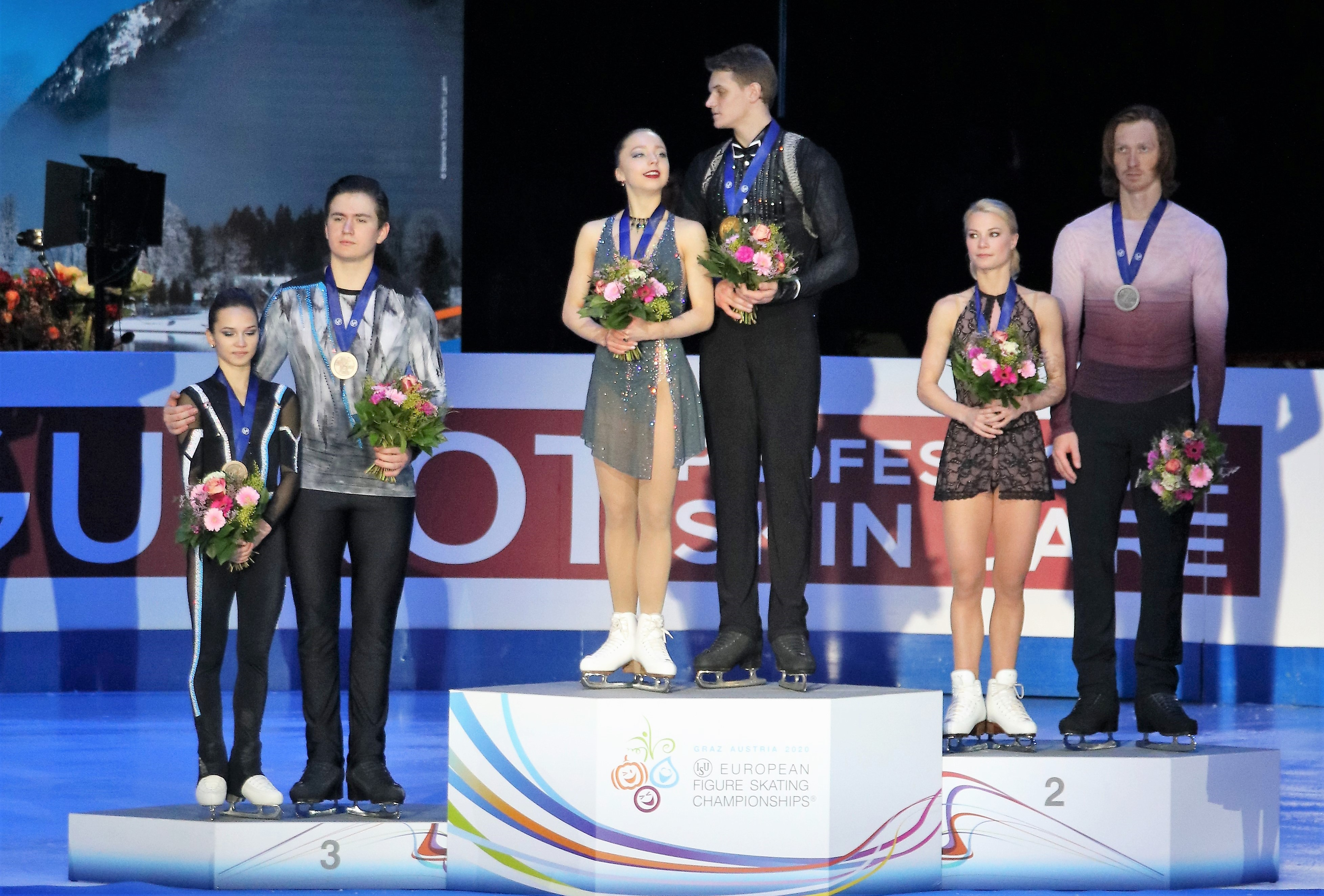
Siegerehrung im Paarlauf
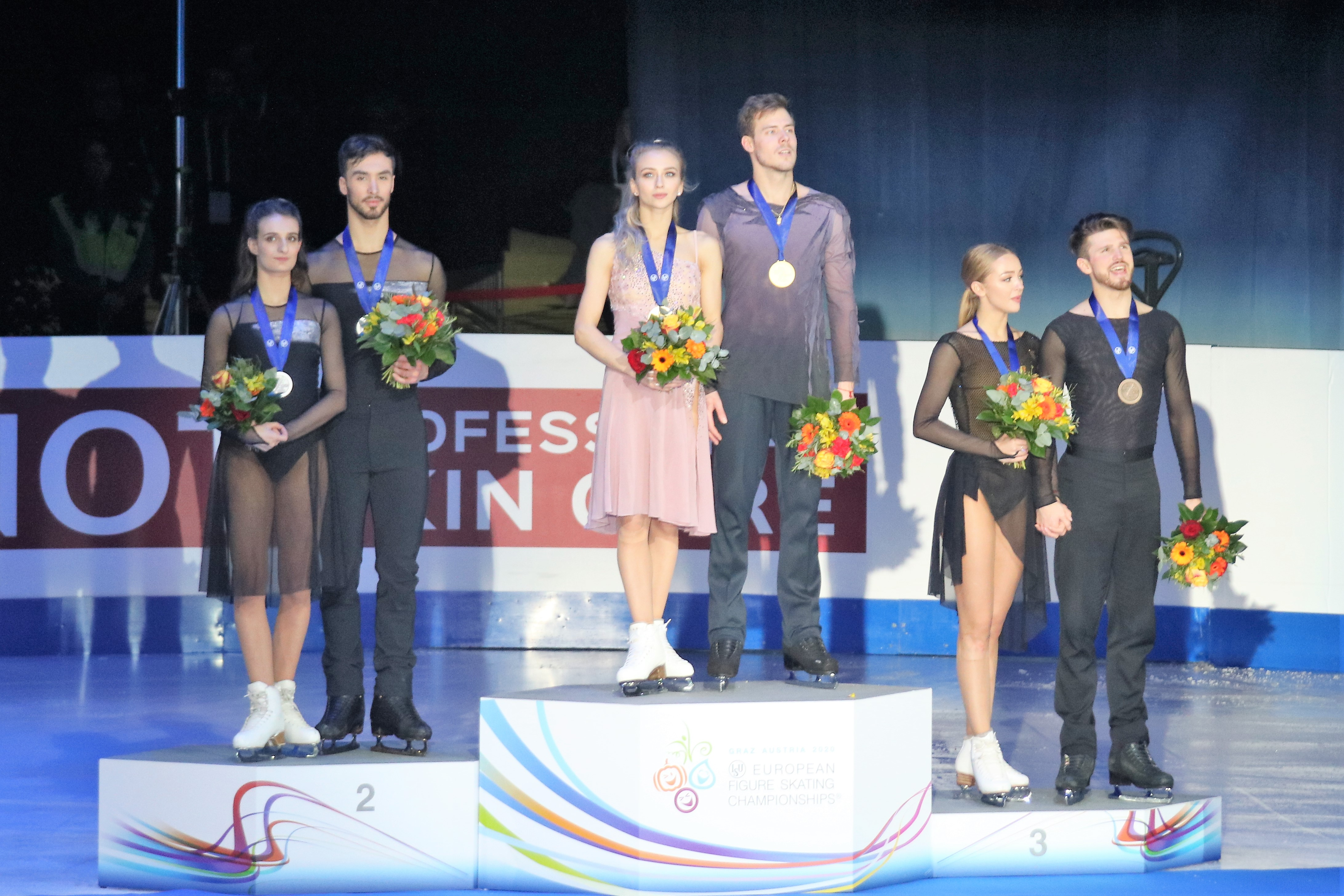
Siegerehrung im Eistanz